# Crest-Voland
Ne doit pas être confondu avec Crest-Voland Cohennoz.
Crest-Voland [kʁe vɔlɑ̃] est une commune française située dans le département de la Savoie, en région Auvergne-Rhône-Alpes.
La commune compte également sur son territoire la station de sports d'hiver, Crest-Voland Cohennoz.

## Géographie

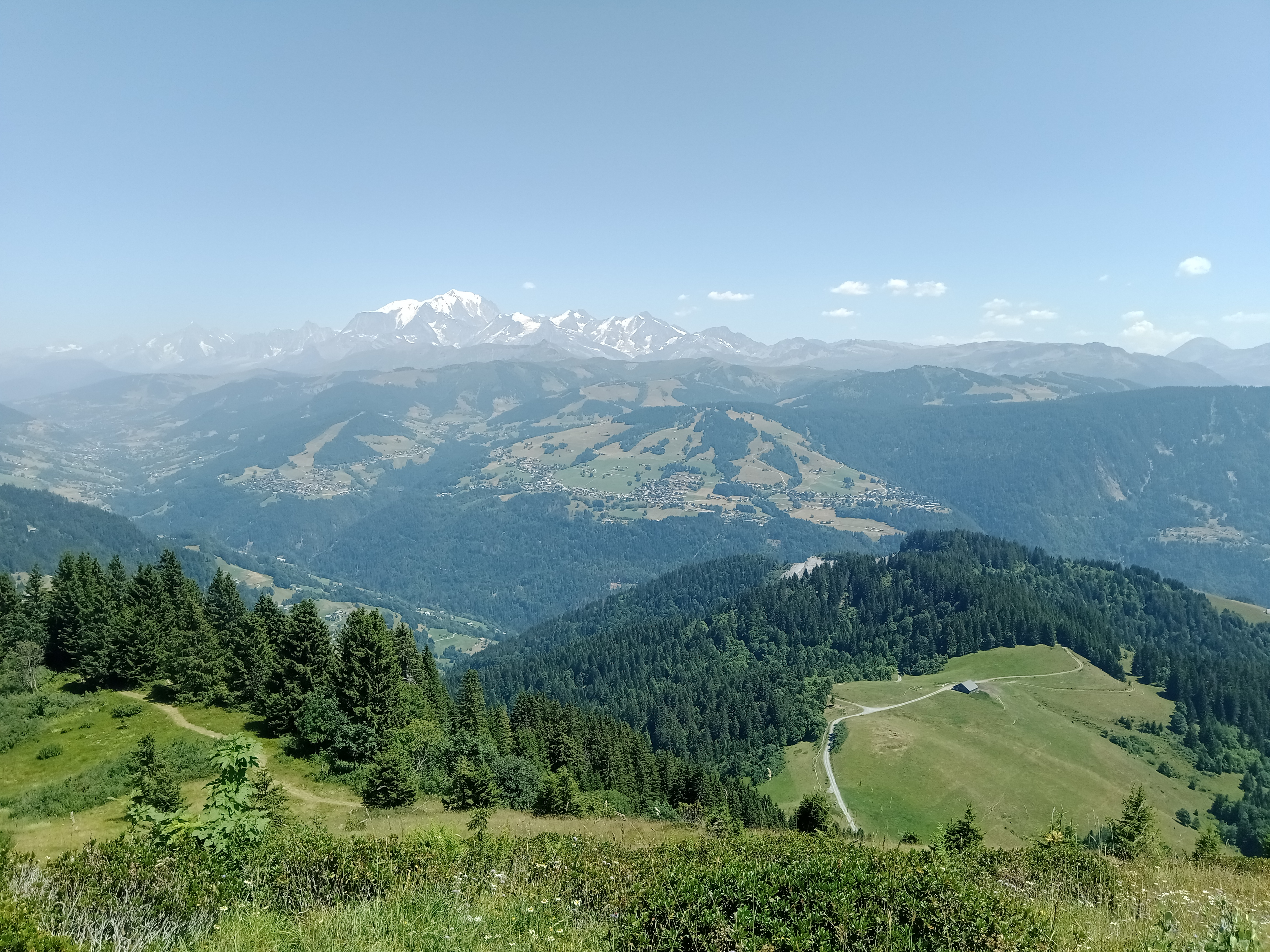
Vue de Crest-Voland (au centre) depuis le Praz Vechin à l'ouest.

Le village de Crest-Voland occupe une position médiane sur le versant sud de la moyenne vallée de l'Arly (en balcon des gorges) à environ 1 230 m d'altitude. Ses limites administratives vont depuis le cours du torrent jusqu'aux confins du col des Saisies ; elles sont mitoyennes de Cohennoz, Notre-Dame-de-Bellecombe et Hauteluce.
Outre le centre bourg, le village se compose de nombreux hameaux (Le Crest, le Tovat, le Zet, Paravy, les Molliettes, le Passage, les Reys…).
Le territoire de la commune est essentiellement boisé, les terrains non sylvicoles étant occupés par des pelouses d'alpage.

### Communes limitrophes

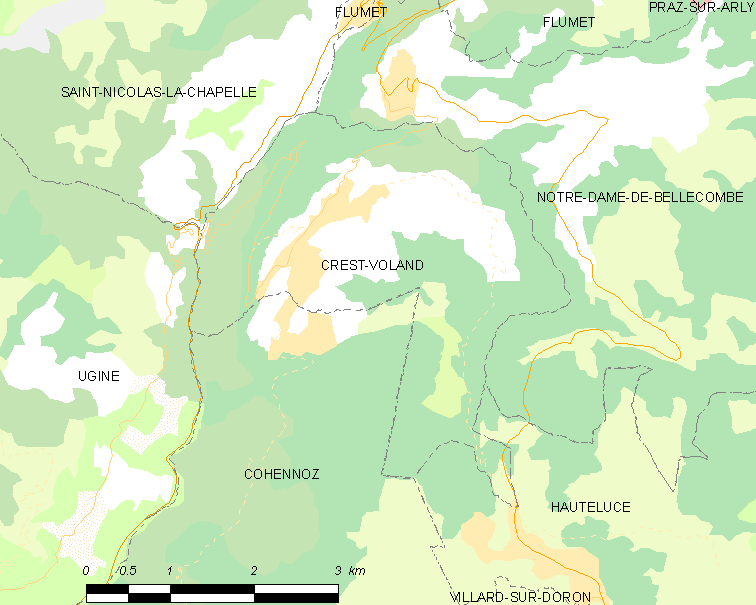
Crest-Voland et les communes voisines.

| Saint-Nicolas-la-Chapelle |              | Notre-Dame-de-Bellecombe |
|                           | Crest-Voland |                          |
| Ugine                     | Cohennoz     | Hauteluce (Les Saisies)  |

### Climat
Pour des articles plus généraux, voir Climat d'Auvergne-Rhône-Alpes et Climat de la Savoie.
En 2010, le climat de la commune est de type climat de montagne, selon une étude du Centre national de la recherche scientifique s'appuyant sur une série de données couvrant la période 1971-2000. En 2020, Météo-France publie une typologie des climats de la France métropolitaine dans laquelle la commune est exposée à un climat de montagne ou de marges de montagne et est dans la région climatique Alpes du nord, caractérisée par une pluviométrie annuelle de 1 200 à 1 500 mm, irrégulièrement répartie en été.
Pour la période 1971-2000, la température annuelle moyenne est de 7,9 °C, avec une amplitude thermique annuelle de 17,3 °C. Le cumul annuel moyen de précipitations est de 1 312 mm, avec 10 jours de précipitations en janvier et 10 jours en juillet. Pour la période 1991-2020, la température moyenne annuelle observée sur la station météorologique de Météo-France la plus proche, « Col-des-saisies », sur la commune d'Hauteluce à 8 km à vol d'oiseau, est de 5,2 °C et le cumul annuel moyen de précipitations est de 1 523,1 mm,. Pour l'avenir, les paramètres climatiques de la commune estimés pour 2050 selon différents scénarios d'émission de gaz à effet de serre sont consultables sur un site dédié publié par Météo-France en novembre 2022.

## Urbanisme

### Typologie
Au 1er janvier 2024, Crest-Voland est catégorisée commune rurale à habitat dispersé, selon la nouvelle grille communale de densité à sept niveaux définie par l'Insee en 2022.
Elle est située hors unité urbaine et hors attraction des villes,.

### Occupation des sols
L'occupation des sols de la commune, telle qu'elle ressort de la base de données européenne d’occupation biophysique des sols Corine Land Cover (CLC), est marquée par l'importance des forêts et milieux semi-naturels (68,6 % en 2018), une proportion sensiblement équivalente à celle de 1990 (69,2 %). La répartition détaillée en 2018 est la suivante : 
forêts (62,8 %), prairies (24,2 %), zones urbanisées (7,1 %), milieux à végétation arbustive et/ou herbacée (5,9 %), zones agricoles hétérogènes (0,2 %).
L'IGN met par ailleurs à disposition un outil en ligne permettant de comparer l’évolution dans le temps de l’occupation des sols de la commune (ou de territoires à des échelles différentes). Plusieurs époques sont accessibles sous forme de cartes ou photos aériennes : la carte de Cassini (XVIIIe siècle), la carte d'état-major (1820-1866) et la période actuelle (1950 à aujourd'hui).

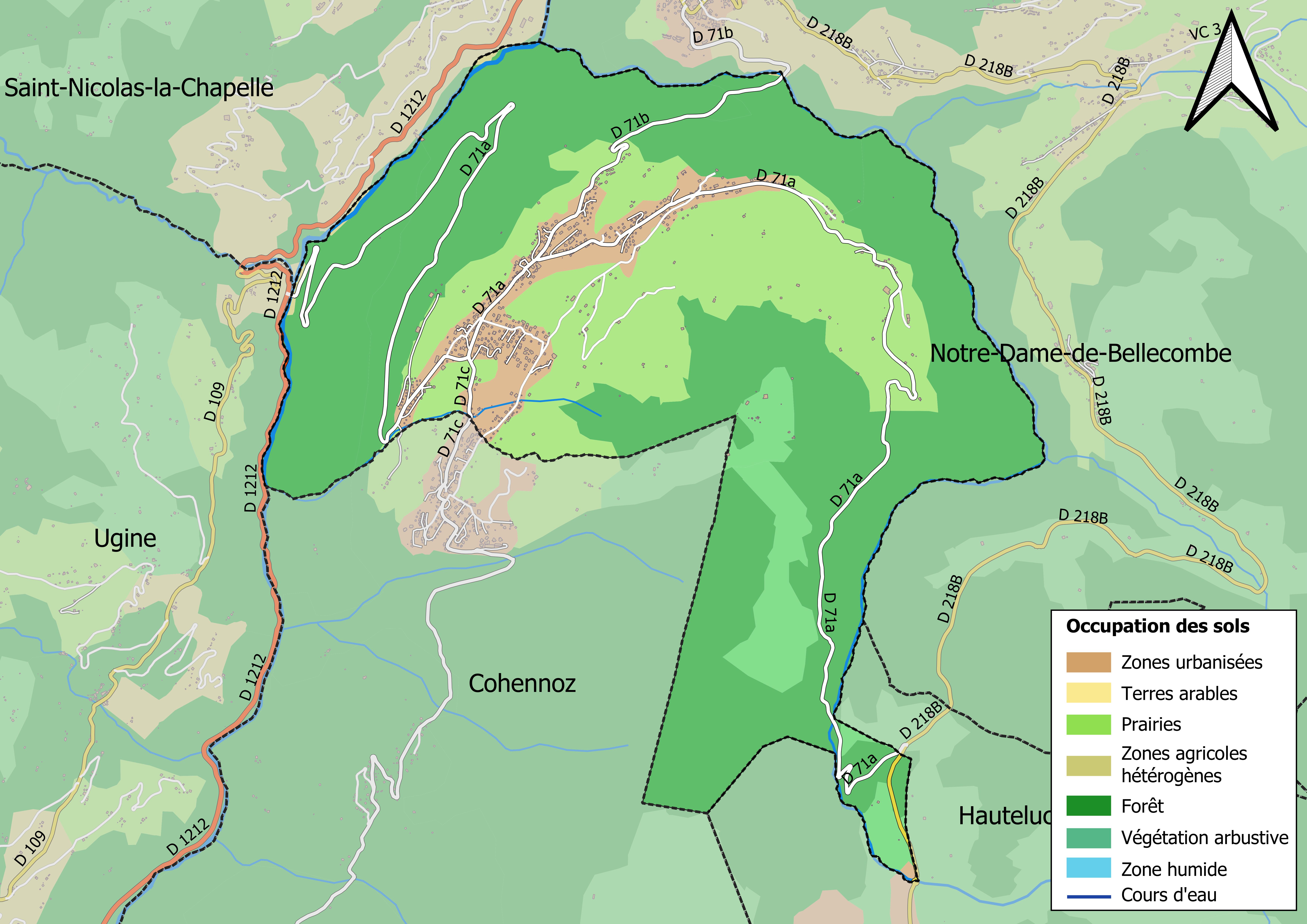
Carte des infrastructures et de l'occupation des sols en 2018 (CLC) de la commune.
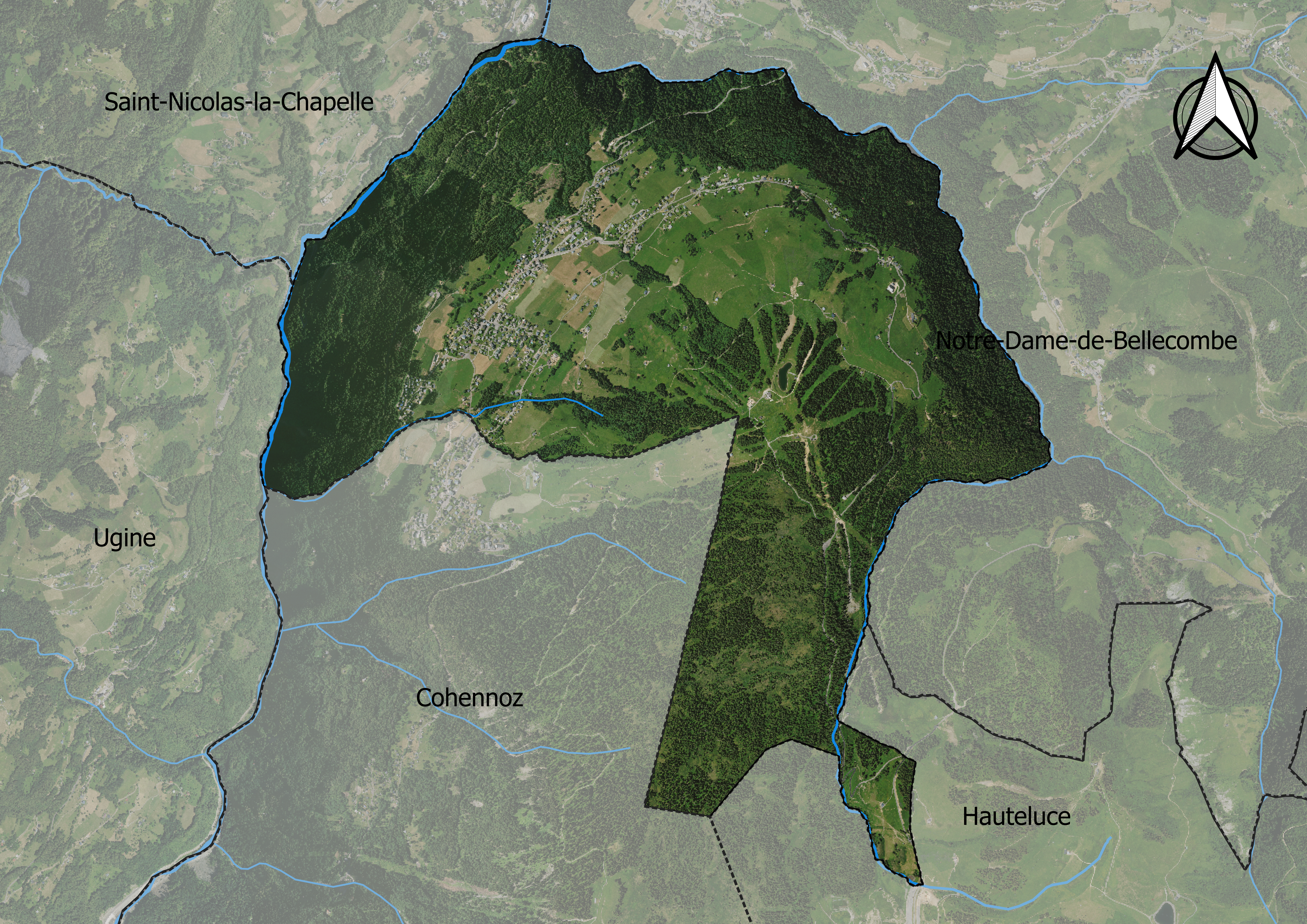
Carte orthophotogrammétrique de la commune.

## Toponymie
L'origine du nom reste assez obscure. Il s'agit sans doute d'un patronyme, le nom Veul(l)an[dt] étant attesté dans la région. On peut avoir Crest-Voland < *Crest V[eu/o]l(l)and.
Une légende raconte que le géant Gargantua aurait maladroitement botté dans la chaîne des Aravis. Une partie du rocher se serait détachée sous le choc (formant alors la Porte des Aravis), aurait « volé » au-dessus du village alors appelé simplement Crest (et depuis Crest-Voland) pour atterrir au-dessus de Roselend et former la Pierra Menta. L'identité de forme entre la Porte et la Pierra Menta est effectivement surprenante.
En francoprovençal, le nom de la commune s'écrit Kré-Valan, selon la graphie de Conflans.

## Histoire
En 1585, unis à la paroisse de Saint Nicolas la Chapelle depuis le XIVe siècle, les habitants de Crest-Voland obtiennent; après une vive opposition du curé de Saint Nicolas la Chapelle; la séparation en deux paroisses distinctes et de ce fait le droit d’ériger une église paroissiale, et ceci par une bulle du Pape Grégoire XIII.
La paroisse de crest-voland continue de payer la taille (impôt) en commun avec Saint Nicolas la Chapelle, n'étant pas encore reconnue du point de vue civil. Cette reconnaissance acceptée 1664, après une requête déposée en 1640 auprès de la chambre des comptes de Savoie.

## Politique et administration
| Période                                  | Période  | Identité                     | Étiquette | Qualité |
| ---------------------------------------- | -------- | ---------------------------- | --------- | ------- |
| Les données manquantes sont à compléter. |          |                              |           |         |
| 1860                                     | 1867     | J.Michel Chevallier          |           |         |
| 1867                                     | 1870     | Jean Pierre Ajoux            |           |         |
| 1870                                     | 1878     | Frédéric Claray              |           |         |
| 1878                                     | 1888     | Jean Pierre Ajoux            |           |         |
| 1888                                     | 1888     | Théodore Mongellaz           |           |         |
| 1888                                     | 1896     | Charles Eugène Chevallier    |           |         |
| 1896                                     | 1904     | Jean Vincent Mollier         |           |         |
| 1904                                     | 1912     | François Marin-Lamellet      |           |         |
| 1912                                     | 1913     | Louis Ravier                 |           |         |
| 1913                                     | 1919     | Jean Vincent Mollier         |           |         |
| 1919                                     | 1929     | Jean François Marin-Lamellet |           |         |
| 1929                                     | 1935     | François Ravier              |           |         |
| 1944                                     | 1945     | François Mongellaz           |           |         |
| 1945                                     | 1947     | François Ouvrier             |           |         |
| 1947                                     | 1949     | François Marin-Lamellet      |           |         |
| 1949                                     | 1953     | Louis Ravier                 |           |         |
| 1953                                     | 1969     | Clovis Ouvrier               |           |         |
| 1969                                     | 1983     | Louis Mollier                |           |         |
| 1983                                     | 2000     | Lucien Marin-Lamellet        |           |         |
| 2000                                     | 2007     | Bernard Marin-Lamellet       |           |         |
| 2007                                     | 2010     | Lucien Marin-Lamellet        |           |         |
| 2010                                     | 2020     | Lionel Mollier               |           |         |
| Juillet 2020                             | En cours | Christophe Rambaud           |           |         |

## Démographie
L'évolution du nombre d'habitants est connue à travers les recensements de la population effectués dans la commune depuis 1793. Pour les communes de moins de 10 000 habitants, une enquête de recensement portant sur toute la population est réalisée tous les cinq ans, les populations de référence des années intermédiaires étant quant à elles estimées par interpolation ou extrapolation. Pour la commune, le premier recensement exhaustif entrant dans le cadre du nouveau dispositif a été réalisé en 2007.

En 2022, la commune comptait 338 habitants, en évolution de −5,59 % par rapport à 2016 (Savoie : +3,63 %, France hors Mayotte : +2,11 %).
| 1793 | 1800 | 1806 | 1822 | 1838 | 1848 | 1858 | 1861 | 1866 |
| ---- | ---- | ---- | ---- | ---- | ---- | ---- | ---- | ---- |
| 360  | 340  | 346  | 344  | 286  | 328  | 285  | 275  | 275  |

| 1872 | 1876 | 1881 | 1886 | 1891 | 1896 | 1901 | 1906 | 1911 |
| ---- | ---- | ---- | ---- | ---- | ---- | ---- | ---- | ---- |
| 262  | 257  | 275  | 307  | 314  | 336  | 345  | 302  | 302  |

| 1921 | 1926 | 1931 | 1936 | 1946 | 1954 | 1962 | 1968 | 1975 |
| ---- | ---- | ---- | ---- | ---- | ---- | ---- | ---- | ---- |
| 279  | 280  | 253  | 234  | 234  | 267  | 232  | 264  | 282  |

| 1982 | 1990 | 1999 | 2006 | 2007 | 2012 | 2017 | 2022 | - |
| ---- | ---- | ---- | ---- | ---- | ---- | ---- | ---- | - |
| 310  | 395  | 418  | 403  | 401  | 390  | 341  | 338  | - |

## Économie

### Agriculture

#### Les productions
principalement tournée vers l'élevage bovin laitier de race abondance (race bovine) pour la production fromagère ; La commune est en zone d'appellation d'origine contrôlée, Beaufort (fromage), Chevrotin  et le Reblochon  de Savoie ainsi qu'en zone IGP pour l'Emmental de Savoie, Gruyère français et Tomme de Savoie
| Nombre d'exploitations | Nombre d'exploitations | Nombre d'exploitations | unité de travail annuel | unité de travail annuel | unité de travail annuel | Surface agricole utilisée (en Ha) | Surface agricole utilisée (en Ha) | Surface agricole utilisée (en Ha) | Cheptel en UGB | Cheptel en UGB | Cheptel en UGB | Surface labourable (en Ha) | Surface labourable (en Ha) | Surface labourable (en Ha) | Surface en cultures permanentes (en Ha) | Surface en cultures permanentes (en Ha) | Surface en cultures permanentes (en Ha) | Surface toujours en herbe (en Ha) | Surface toujours en herbe (en Ha) | Surface toujours en herbe (en Ha) |
| 2010                   | 2000                   | 1988                   | 2010                    | 2000                    | 1988                    | 2010                              | 2000                              | 1988                              | 2010           | 2000           | 1988           | 2010                       | 2000                       | 1988                       | 2010                                    | 2000                                    | 1988                                    | 2010                              | 2000                              | 1988                              |
| 5                      | 8                      | 18                     | 9                       | 9                       | 17                      | 358                               | 331                               | 512                               | 235            | 219            | 208            | 0                          | 0                          | 11                         | 0                                       | 0                                       | 0                                       | 358                               | 331                               | 501                               |

#### La forêt[20]
La forêt couvre 652 ha dont 53,56 ha classés en forêt de protection
| forêt communale | forêt privée |
| --------------- | ------------ |
| 401 ha          | 251 ha       |

La commune est adhérente au Programme de reconnaissance des certifications forestières (PEFC)

### Tourisme
En 2014, la capacité d'accueil de la commune, estimée par l'organisme Savoie Mont Blanc, est de 4 603 lits touristiques répartis dans 775 établissements. Celle de la station, comprenant également les structures de Cohennoz, est 7 681 lits touristiques répartis dans 1 355 établissements. Les hébergements se répartissent comme suit : 206 meublés  sur les 304 que l'on trouve dans la station ; 3 des 4 hôtels ; 8 des 10 centres ou villages de vacances / auberges de jeunesse / maisons familiales ; ainsi qu'1 gîte ou gîte d'étape et une chambre d'hôtes.
La commune dispose d'une station de sports d'hiver, Crest-Voland Cohennoz, reliée avec le grand domaine skiable Espace Diamant.

## Culture et patrimoine

### Lieux et monuments

Édifices religieux.
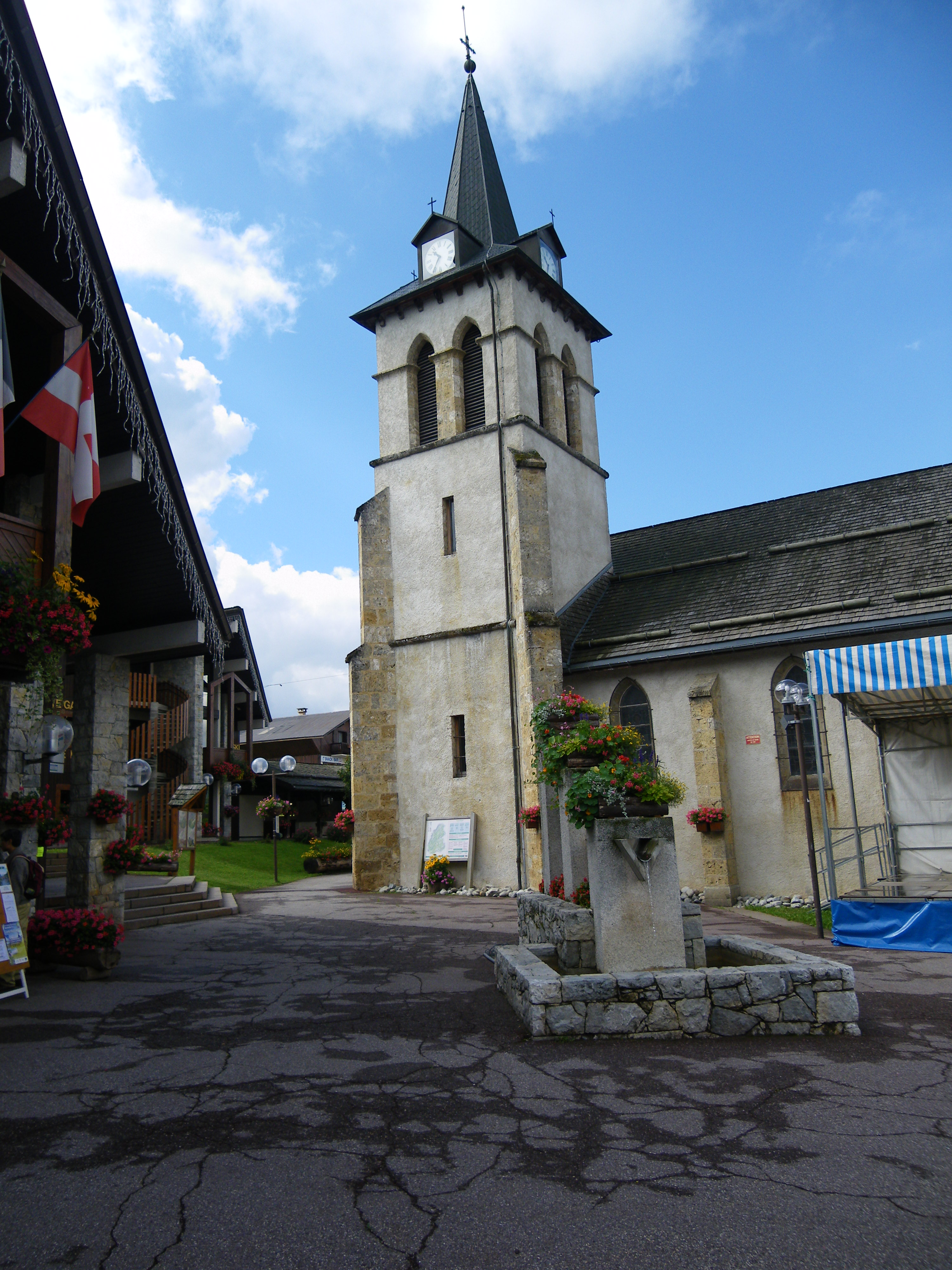
Le clocher de l'église de la Nativité-de-Notre-Dame.
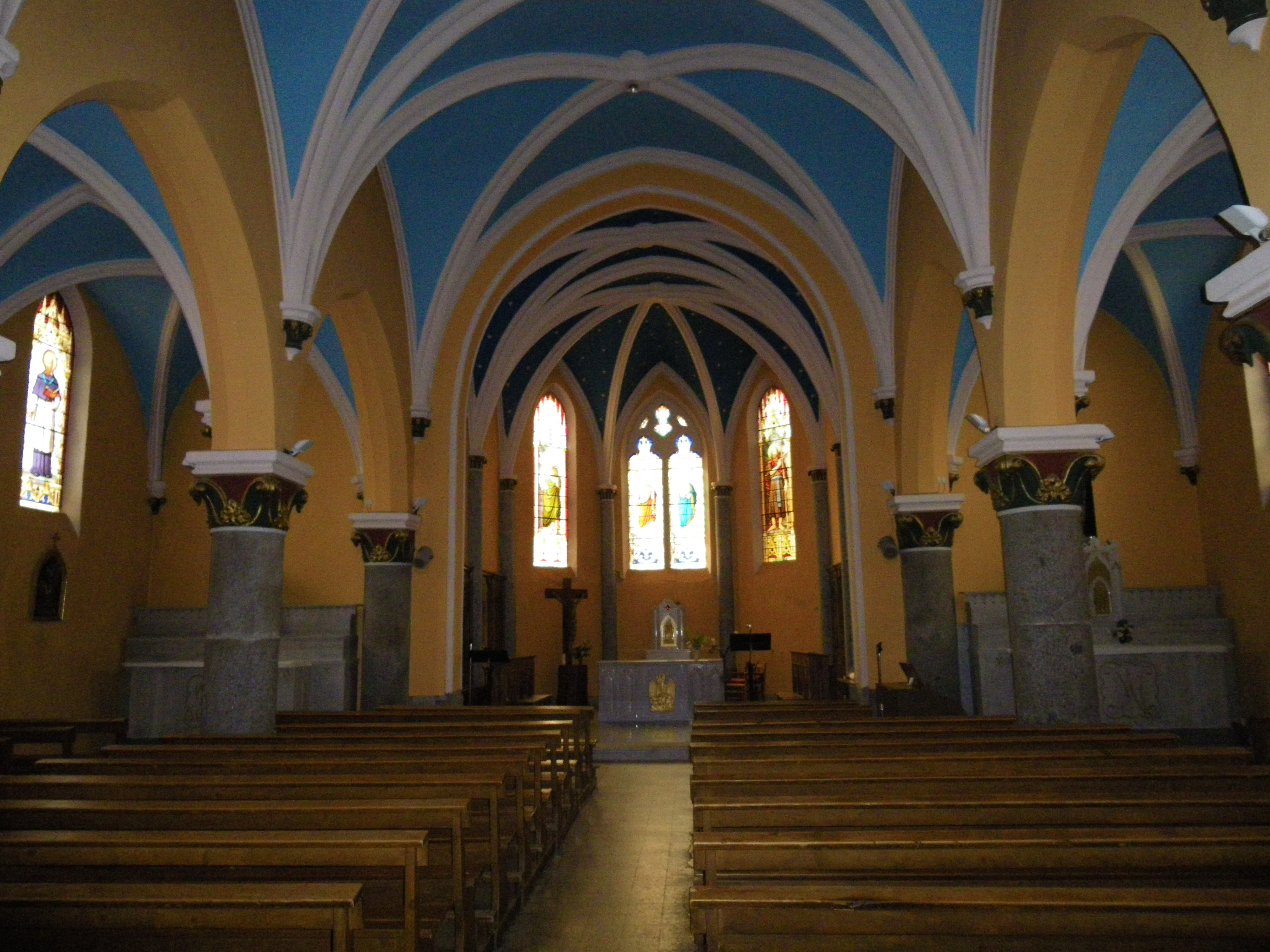
Intérieur de l'église de la Nativité-de-Notre-Dame.
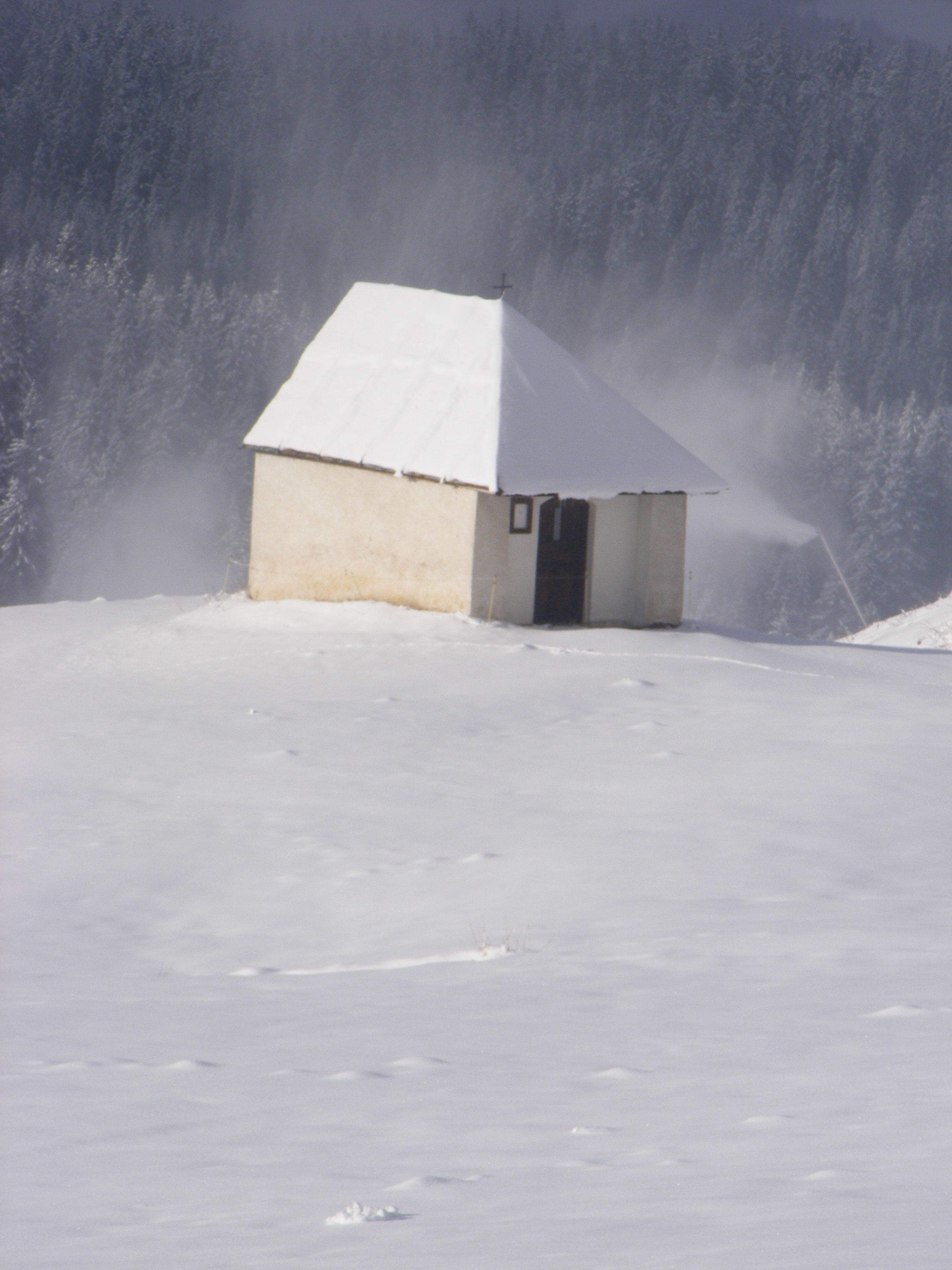
Chapelle St Jean baptiste.
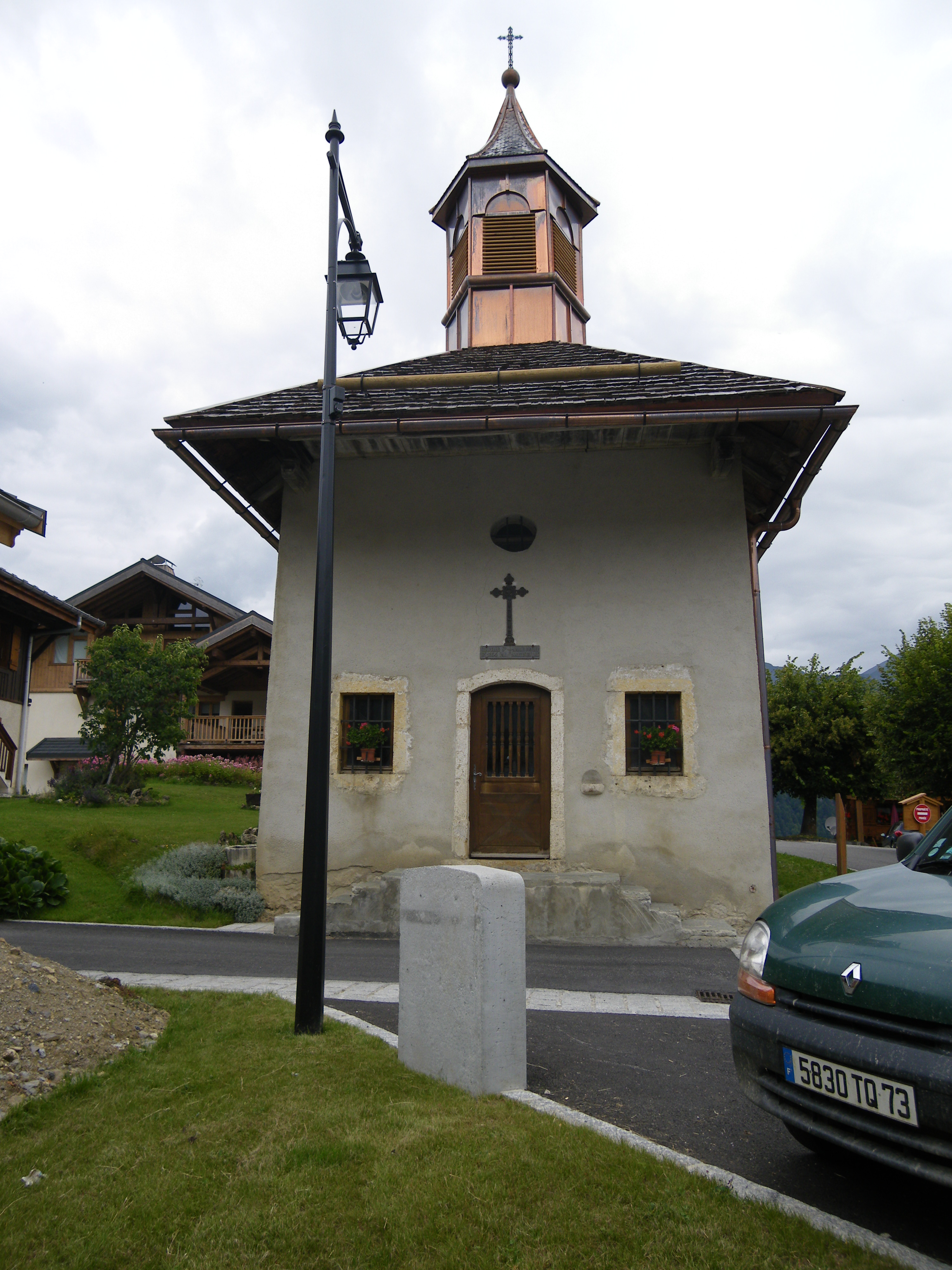
Chapelle du Cret.
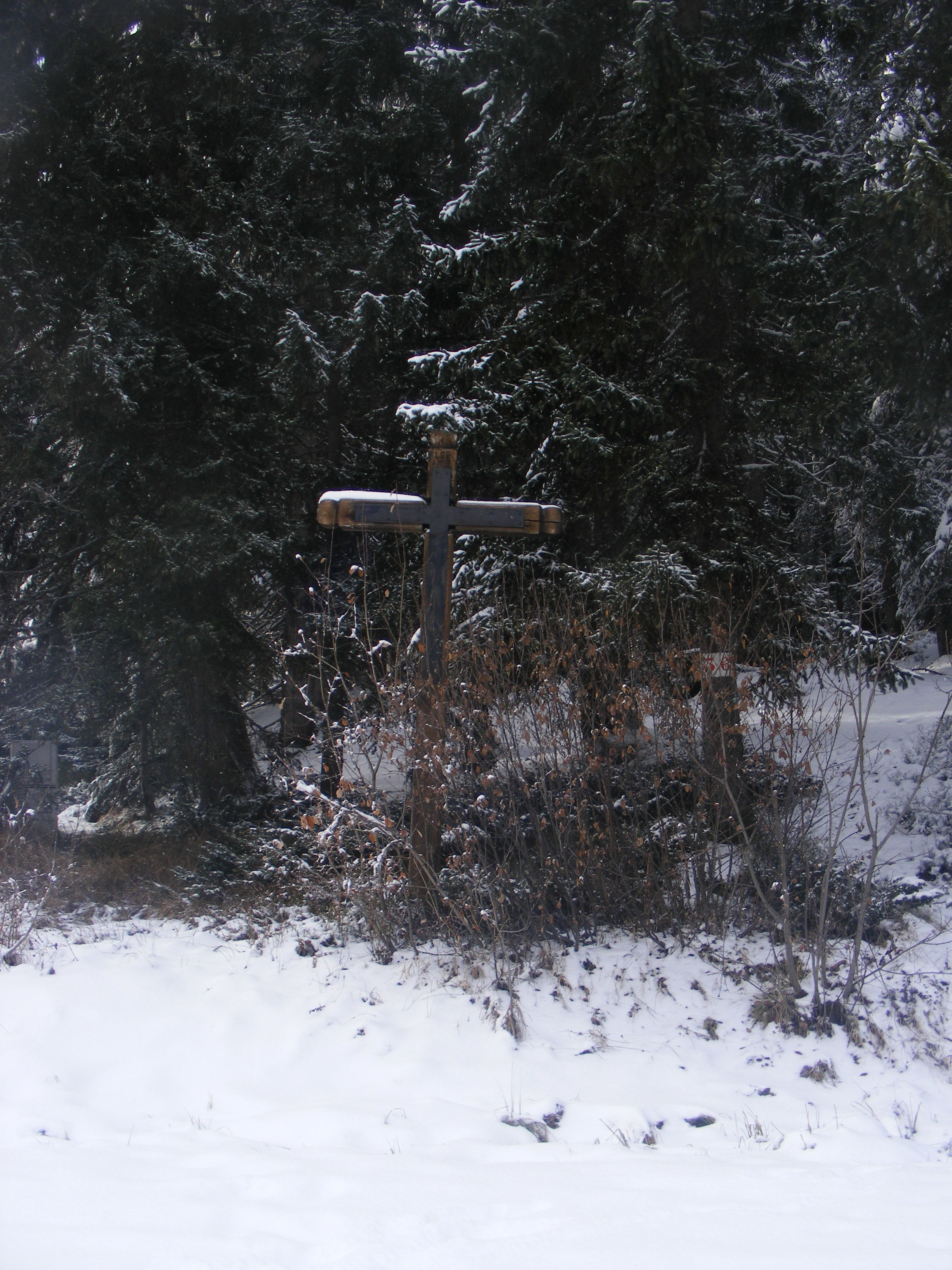
Croix des Ayes.
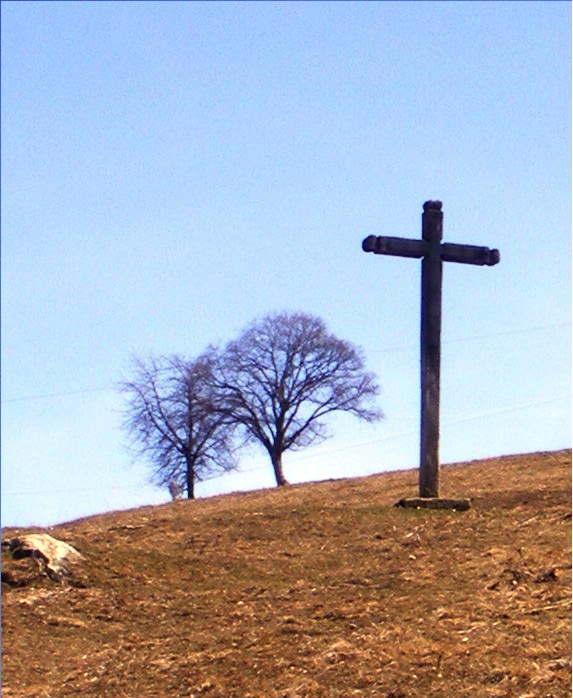
Croix de la Varoche.
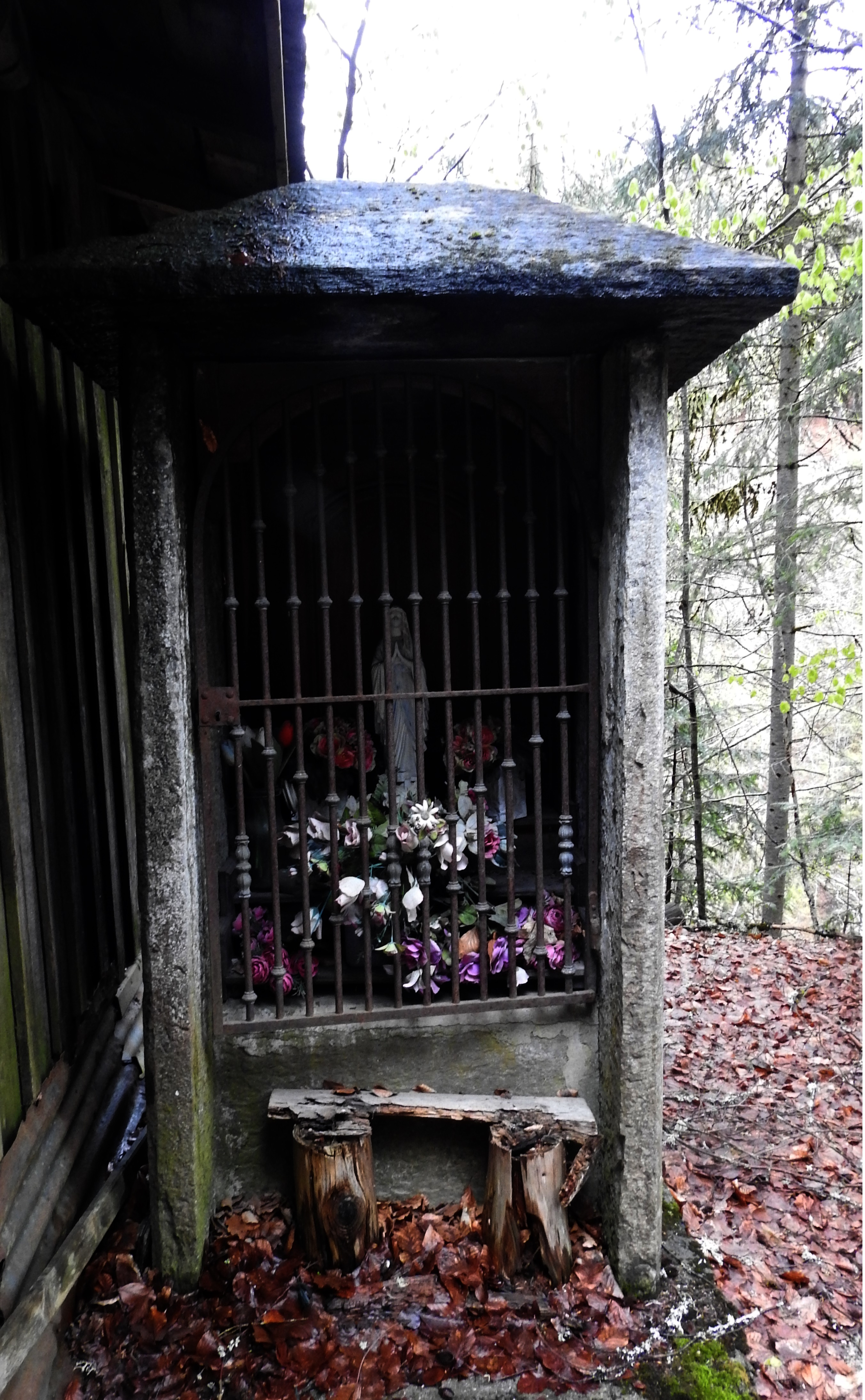
oratoire sous la vigne

Autres monuments.
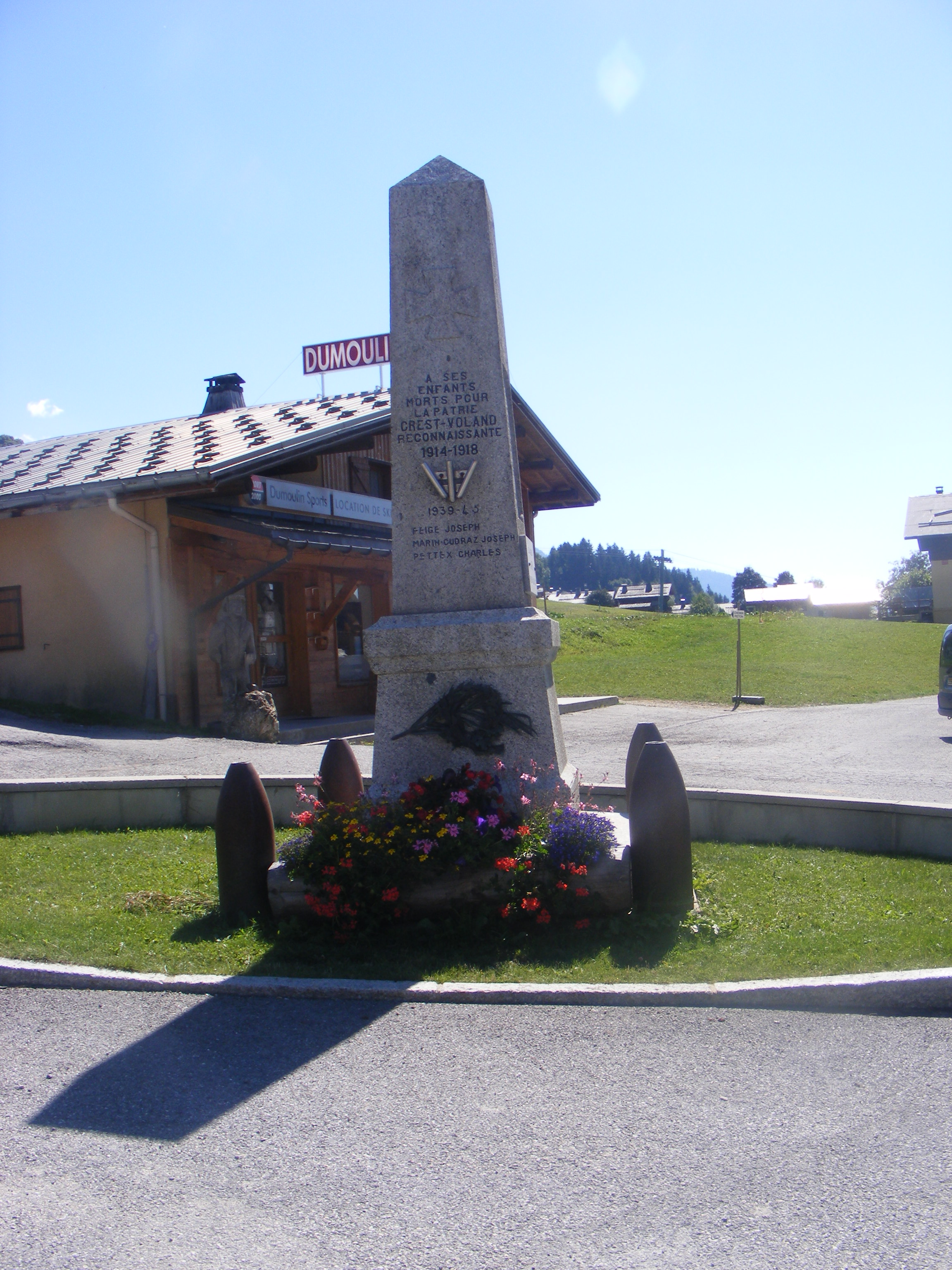
monument aux morts

### Patrimoine religieux

#### L'église
L'église dédiée à la Nativité-de-Notre-Dame est de style ogival à trois nefs. Elle a été construite en 1857 sur les ruines de l'ancienne église connue sous le vocable de saint Grat, édifiée en 1606

#### Les chapelles
La chapelle Saint-Jean-Baptiste construite en 1658, au col des Saisies par le révérend Desbiolle, curé de Crest-Voland. Elle était, jusqu'en 1939, le lieu d'une foire point d'union entre le Val d'Arly et le Beaufortain.
La chapelle Saint-Claude ou chapelle du Cret existait en 1677 où le curé de la paroisse, le RD Favergeot, donne 100 florins. pour une messe le jour de la saint Claude. Le 2 aout 1852, Martin Favray, originaire de Crest-Voland et domicilié à Paris, donne son grangeage au curé pour la réparation de la chapelle ainsi que pour deux messes les 15 aout et 11 novembre.

#### Les croix et les oratoires
Croix de mission :
- la croix de la mission de 1884 ;
- la croix de la mission de 1893 ;
- la croix de la mission de 1903 ;
- la croix de la mission de 1940.

Croix honorifiques
- Croix de l'abbé Joguet, croix en fer forgé, située au lieu-dit "Les Praz", érigée en souvenir de l'abbé Joguet fusillé le 14 août 1794 à Cluses pour avoir refusé de prêter serment à la constitution civile du clergé ;
- Croix du cimetière, située au sommet du cimetière, érigée en honneur de Jean-Marie Paroud curé de Crest-Voland, mort en 1871

Croix de chemin :
- Croix des "Pieux", située sur le sentier qui menait jusqu'en 1585, les habitants de Crest-Voland à l'église de Saint-Nicolas la chapelle ;
- Croix de "la Varoche", située sur les piste de ski, au lieu-dit "la Varoche" ;
- Croix des "Ayes", située sur la route du Col des Saisies (parking "des Ayes") ;

Oratoires :
- Oratoire des Rey, dédié à Notre-Dame de Lourdes, situé sur la route du Col des Saisies, au lieu-dit "Paravy", il date de 1851. En ruine, il est restauré en 1978.
- Oratoire de la Vierge à l'Enfant, construit en 1830, il est situé au lieu-dit « Monneret » dans un jardin privé. Il a été restauré en 1937
- Oratoire des Biollets, dédié à Saint Joseph, situé à la sortie de Crest-Voland sur la route menant à Ugine.
- Oratoire de Notre-Dame de Lourdes, situé dans le bois des « Maigres », au lieu-dit des « Mouilles ». À la suite du vœu, en 1914, de Madame Jean-Marie Marin-Lamellet, que si ses 3 fils et ses 2 gendres revenaient vivants de la guerre ; elle ferait construire un oratoire sur ses terrains. Vœu exaucé en 1920, malgré la mort d'un de ces fils.
- Oratoire du Sauzier, dédié a la Sainte Famille, situé sur les bords du nant de "la Gave", en contrebas de la route menant à Notre-Dame-de-Bellecombes ; il date de 1859.
- Oratoire de la Sainte Famille, situé au lieu dit "sous la vigne" en direction de Notre Dame de Bellecombes, à quelques mètres avant le pont du diable. Il a été édifié en 1894.

### Petit patrimoine
Le moulin Ainoz
Il s'agit d'un moulin à eau daté de 1728 et situé sur le nant du Moulin dit aussi Lebet. Dans les années 1930, un des fils eut l'idée de monter une tournerie sur bois. Il construisit une deuxième turbine type Pelton raccordée sur la conduite forcée du moulin. Cette tournerie fournira aussi bien des manches d'outils (pour la S.N.C.F pour exemple) ou encore des jambes de poupées vendues aux Galeries Lafayette entre autres. L'activité ; tant meunerie que tournerie ; cessa en 1963. Le moulin est propriété de famille Ainoz depuis 1780. Une restauration a été réalisée en 2008.

### Espaces verts et fleurissement
En 2014, la commune obtient le niveau « une fleur » au concours des villes et villages fleuris et une seconde en 2019.

### Crest-Voland et le cinéma
Trois scènes du film Le crime est notre affaire (2008) avec André Dussollier et Catherine Frot ont été tournées dans la forêt de Covetan, sur la piste de ski des Bâches et à proximité du refuge de Lachat[réf. nécessaire].
En 2019, des scènes du film Boutchou d'Adrien Piquet-Gauthier avec Stéfi Celma, Lannick Gautry, Catherine Frot,Carole Bouquet et Gérard Darmon sont tournées dans la station.

### Crest-Voland et le cyclisme
Crest-Voland est situé sur l’une des routes du col des Saisies. L’arrivée de la 8e étape du tour de l'Avenir 2018 y est organisée. Gino Mäder remporte cette étape.
De même, l’arrivée de la 6e étape du critérium du Dauphiné 2023 y est organisée, gagnée par Georg Zimmermann.

### Personnalités liées à la commune
- Chanoine Charles-Marie Rebord (1856-1927), natif, prêtre, directeur du Grand séminaire d'Annecy[29], élu le 11 janvier 1927, président de l'Académie salésienne (1927), membre de l'Académie florimontane et auteur d'une histoire de Crest-voland (voir « Bibliographie » ci-après) ;
- Patrick Bérod, vainqueur de la Coupe du monde de parapente en 2001 ;
- Frédéric Marin-Cudraz (en) (1974) : Espoir junior du ski alpin français, il participe aux jeux olympiques de 1998 de Nagano dans l'épreuve du super G[30],[31] ;
- François Place, jeune espoir du ski alpin français. Il a fini cinquième en slalom au championnat du Monde de ski Junior en Allemagne de 2009 et premier au Championnat de France séniors 2010 en effectuant la descente puis la manche de slalom du Super Combiné aux Menuires en 2 min 6 s 49. Le 2 Février 2019, il remporte le titre de champion du monde de ski cross à Park City (Utah)